# Gordonella kensleyi
Gordonella kensleyi is een tienpotigensoort uit de familie van de Solenoceridae. De wetenschappelijke naam van de soort is voor het eerst geldig gepubliceerd in 1988 door Crosnier.